# Margarete Schell Noé
Margarete Schell Noé (Wenen, 2 juni 1905 - Preitenegg, 29 november 1995) was een Oostenrijks actrice. Zij was getrouwd met de Zwitserse schrijver Hermann Ferdinand Schell van 1923 tot zijn dood in 1972. Zij was de moeder van actrice Maria Schell, acteur-regisseur Maximilian Schell, acteur Carl Schell en actrice Immy Schell. Zij heeft in twee door haar zoon Maximilian geregisseerde films gespeeld, Der Richter und sein Henker en Der Fußgänger.   

## Filmografie
- Fräulein Huser (1940)
- Matura-Reise (1947)
- Der Fußgänger (1973)
- Der Richter und sein Henker (1975)